# Johann Albert Eytelwein
Johann Albert Eytelwein (Frankfurt am Main, 31 de dezembro de 1764 – Berlim, 18 de outubro de 1849) foi um engenheiro alemão, que foi um dos primeiros a examinar problemas mecânicos associados com fricção, polias e hidráulica.
Eytelwein nasceu em Frankfurt am Main, filho de Christian Philipp e Anna Elisabeth Katharina nascida Hung. Juntou-se ao exército prussiano em 1779 e tornou-se um bombardeiro no 1º Regimento de Artilharia, servindo mais tarde ao general Georg Friedrich von Tempelhoff, que despertou o interesse pela engenharia. Fez um treinamento como agrimensor e em 1790 tornou-se inspetor de edifícios. Seu departamento de construção publicou o primeiro jornal alemão de engenharia civil, Sammlung nützlicher Aufsätze und Nachrichten, die Baukunst betreffend e em 1799 ele estava entre os fundadores da Bauakademie em Berlim. Recebeu um doutorado honorário da Universidade de Berlim em 1811. Sua principal publicação foi o Handbuch der Mechanik fester Körper und Hydraulik [edições em 1801, 1823, 1842] e o Handbuch der Statik fester Körper [1808, 1832]. Nestes trabalhos examinou polias e correias e as forças envolvidas, desenvolvendo a teoria de Euler. A fórmula de Euler-Eytelwein, também conhecida como equação de correia, foi uma das ideias-chave introduzidas por ele.